# Lijst van sultans van Perak
De sultan van Perak is een van de oudste erfelijke titels van Maleisië en is het hoofd van het sultanaat Perak.
Toen het Sultanaat van Malakka in 1511 in handen viel van Portugal, trok sultan Mahmud Shah I zich terug in Kampar (Sumatra) en stierf daar in 1528. Zijn zonen, prins Alauddin Riayat Shah II en prins Muzaffar Syah, gingen daarna ieder een eigen vorstendom stichten. De eerste stichtte Johor, terwijl Muzaffar Syah uitgenodigd werd om Perak te regeren, waardoor hij de eerste sultan van Perak werd. De huidige sultan is een afstammeling van hem.

## Lijst van sultans
1. Sultan Muzaffar Shah Ibni Almarhum Sultan Mahmud Shah, Melaka
2. Sultan Mansur Shah Ibni Almarhum Sultan Muzaffar Shah
3. Sultan Ahmad Tajuddin Shah Ibni Almarhum Sultan Mansur Shah
4. Sultan Tajul Ariffin Ibni Almarhum Sultan Mansur Shah
5. Sultan Alauddin Shah Ibni Almarhum Raja Kecil Lasa Inu
6. Sultan Mukaddam Shah Ibni Almarhum Sultan Ahmad Tajuddin Shah
7. Sultan Mansur Shah II Ibni Almarhum Raja Kecil Lasa Inu
8. Sultan Mahmud Shah Ibni Almarhum Sultan Ahmad Tajuddin Shah
9. Sultan Sallehuddin Shah Ibni Almarhum Sultan Mahmud Shah
10. Sultan Muzaffar Shah II Ibni Almarhum Raja Mahmud, Siak
11. Sultan Mahmud Iskandar Shah Ibni Almarhum Sultan Muzaffar Shah II
12. Sultan Alauddin Mughayat Shah Ibni Almarhum Yang Dipertuan Muda Mansur Shah
13. Sultan Muzaffar Shah III Ibni Almarhum Yang Dipertuan Muda Mansur Shah
14. Sultan Muhammad Shah Ibni Almarhum Yang Dipertuan Muda Mansur Shah
15. Sultan Iskandar Zulkarnain Shah Ibni Almarhum Sultan Muhammad Shah
16. Sultan Mahmud Shah II Ibni Almarhum Sultan Muhammad Shah
17. Sultan Alauddin Mansur Shah Iskandar Muda Ibni Almarhum Sultan Muhammad Shah
18. Sultan Ahmaddin Shah Ibni Almarhum Sultan Muhammad Shah
19. Sultan Abdul Malik Mansur Shah Ibni Almarhum Sultan Ahmaddin Shah
20. Sultan Abdullah Muazzam Shah Ibni Almarhum Sultan Abdul Malik Mansur Shah
21. Sultan Shahabuddin Ibni Almarhum Raja Bendahara Inu
22. Sultan Abdullah Muhammad Shah I Ibni Almarhum Raja Kecil Bongsu Abdul Rahman
23. Sultan Jaafar Muazzam Shah Ibni Almarhum Sultan Muda Ahmad Shah
24. Sultan Ali Al-Mukammal Inayat Shah Ibni Almarhum Sultan Shahabuddin Shah
25. Sultan Ismail Muabiddin Riayat Shah Ibni Almarhum Syed Sheikh Al-Khairat, Siak
26. Sultan Abdullah Muhammad Shah II Ibni Almarhum Sultan Jaafar Muazzam Shah
27. Sultan Yusuf Sharifuddin Muzaffar Shah Ibni Almarhum Sultan Abdullah Muhammad Shah I
28. Sultan Idris Murshidul Azam Shah Ibni Almarhum Raja Bendahara Alang Iskandar
29. Sultan Abdul Jalil Nasiruddin Al-Mukhataram Karamatullah Shah Ibni Almarhum Sultan Idris Rahmatullah Shah
30. Sultan Iskandar Shah Ibni Almarhum Sultan Idris Rahmatullah Shah
31. Sultan Abdul Aziz Al-Mutasim Billah Shah Ibni Almarhum Raja Muda Musa
32. Sultan Yusuf Izzuddin Shah Ibni Almarhum Sultan Abdul Jalil Radziallah Shah
33. Sultan Idris Al-Mutawakkil Alallahi Shah Ibni Almarhum Sultan Iskandar Shah Kadassallah (1963-1984)
34. Sultan Azlan Muhibbuddin Shah Ibni Almarhum Sultan Yusuf Izzuddin Shah Ghafarullah (1984-heden)